# Lady Gaga Fame
Pour les articles homonymes, voir Fame.
Lady Gaga Fame (aussi désigné sous le nom de Fame) est le premier parfum conçu par l'artiste américaine Lady Gaga. Le parfum est annoncé pour le 1er septembre 2012, après une campagne de communication principalement réalisée sur le compte Twitter de la chanteuse.

## Parfum
Lady Gaga collabore avec des personnalités de l'industrie de la mode pour la création de Fame : le flacon est conçu avec la collaboration de Nick Knight.

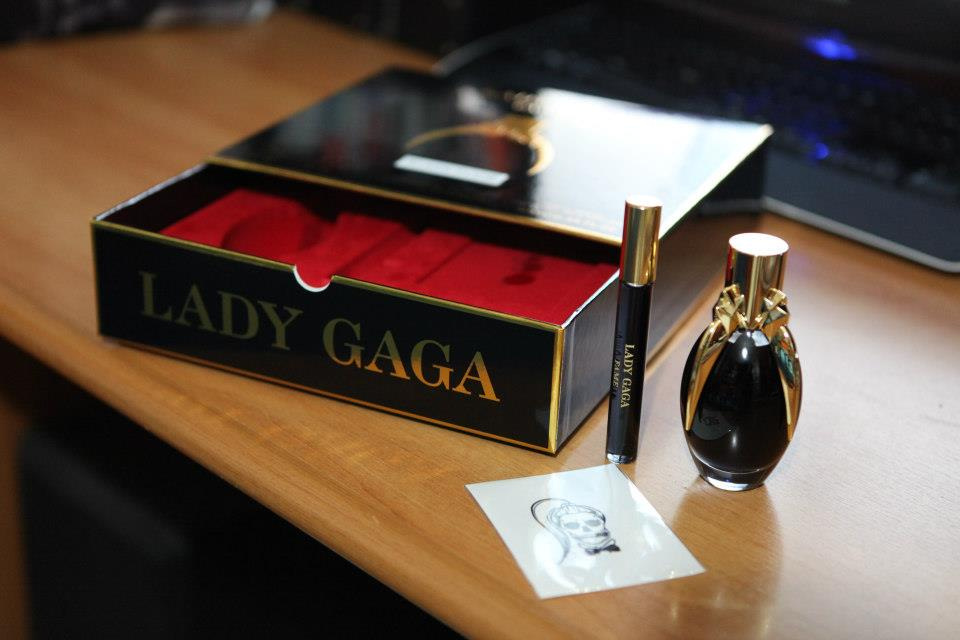
Coffret cadeau The Fame.

La fragrance est composée de larmes de belladone, cœur broyé d'orchidée tigre, voile noir d'encens[pas clair], abricot écrasé, et des essences de safran et de miel. Il s'agit du premier parfum noir au monde qui devient transparent au contact de l'air ; d'après un message posté par la chanteuse sur son compte Twitter, principal vecteur de publicité pour ce produit, puis relayé par les médias, ce parfum est diffusé sous plusieurs versions. Le parfum est complété par une gamme de produits dérivés tels qu'un savon noir, un gel douche et une lotion pour le corps.
La structure du liquide est peu commune. En effet, celle-ci n’est pas pyramidale avec des notes de tête, de cœur et de fond. C’est une structure trampoline – les notes s’échappent à différents niveaux plutôt au hasard. Certains accords ressortent si on frotte, d’autres accords ressortiront plus tard. La propulsion est fortuite et ne sèche pas d’une manière linéaire classique. Les créateurs appellent ça le push-pull. Enfin, le parfum est censé adopter une odeur différente selon la personne qui le porte – comme la majorité des parfums.

## Historique

### Développement
En juillet 2010, le magazine britannique Marketing déclara que la chanteuse Lady Gaga aurait commencée à travailler sur un parfum « de type inhabituel » avec Coty, qui devrait sortir aux alentours de Noël de cette même année et serait accompagné par une grande campagne publicitaire. « Je ne sais rien à propos de ce projet » déclara en même temps Steve Mormoris, vice-président de Coty Beauty, « C'est une rumeur totalement fausse ». Quelques mois plus tard, en septembre, Steve Mormoris annonça que la chanteuse avait convenue d'un accord de licence à long terme, lui permettant de sortir une gamme de parfums Coty sous son nom, dont le premier qui devait être dévoilé au printemps 2012. En octobre 2010, le site internet TMZ reporta que la marque aurait été déposée pour le nom « Monster », à l'usage spécifique et exclusif de la parfumerie. 
Lady Gaga révèle en 2011 son projet de concevoir un parfum dans une interview pour une station de radio australienne. La chanteuse fait alors naître la rumeur selon laquelle son premier parfum sentira le sang et le sperme,, mais il sentira finalement, toujours selon la star, la « Expensive Hooker », en français : la « Prostituée de luxe ».
En juin 2012, Coty annonça dans un communiqué de presse que le parfum s'intitulera Lady Gaga Fame.

### Commercialisation

#### Préambule
Aux États-Unis, il sera en vente dans 3 000 points de ventes — dont les enseignes Macy’s, Bloomingdale’s, Saks et Sephora — et dans environ 30 000 magasins au total sur 84 marchés mondiaux.Le parfum y sera introduit en premier dans ce que Steve Mormoris, vice-président du marketing de Coty Beauty, appelle les grands magasins à un étage (tels que Macy’s), suivi six mois plus tard par les magasins à deux étages comme Ulta et Sephora, dans la chaine de grands magasins J.C. Penney. Mormoris insiste sur le fait que le parfum « ne sera jamais un parfum grand public. »

#### Sortie et promotion
Le parfum sort en avant-première le 1er août au Japon et dans les magasins Macy's le 22 août.
Lady Gaga Fame est commercialisé internationalement le 1er septembre 2012 par Haus Laboratories en association avec Coty. La campagne publicitaire est dirigée et photographiée par Steven Klein. Le 17 juillet 2012, Lady Gaga dévoile la première affiche promotionnelle de son parfum via son compte Twitter et son réseau social, LittleMonster.com. L'affiche a été créée par Steven Klein.
Le 23 septembre 2012, la star se rend dans un magasin Sephora sur les Champs-Élysées, à Paris, pour la promotion de son parfum, puis chez Harrods, à Londres, au mois d'octobre.
Le parfum devient la deuxième plus grosse vente de l'histoire en semaine de lancement grâce à ses six millions de bouteilles vendues en 7 jours, la première place revenant à Coco de Chanel.

#### Vidéo promotionnelle
Le 18 juillet, elle publie, toujours sur son réseau social, un film nommé Formulation réalisé par la Haus Laboratories montrant la fabrication et les constituants de Fame. Le 26 juillet elle publie dans les mêmes conditions un second film nommé The Source.
Le 14 août 2012, Gaga dévoile une bande-annonce de 30 secondes de la publicité pour Lady Gaga Fame, utilisant sa chanson Scheiße en tant que musique de fond. Le 23 août 2012, un jour après le lancement du parfum chez Macy's, Lady Gaga dévoila un deuxième spot publicitaire.
Plus tard le même jour, un troisième spot a cette fois-ci été diffusé à la télévision.
La publicité complète de plus de 5 minutes a été dévoilé en avant-première le 13 septembre 2012 au musée Solomon R. Guggenheim à New York et a été mise en ligne le même jour sur Littlemonsters.com. Le spot a été réalisé par Steven Klein, qui a précédemment réalisé le clip pour la chanson Alejandro de Lady Gaga.